# Otto Placht
Otto Placht (Praga, 31 ottobre 1962) è un pittore ceco.
Placht spende la maggior parte del proprio tempo per la pittura nella città di Pucallpa, in Perù, la stessa città dell'artista Pablo Amaringo. Gode di una lista molto lunga di esibizioni ed installazioni nelle gallerie di tutto il mondo.
Nel 2000 è stato girato il documentario Otto Placht - malír dzungle di Alice Ruzicková.

## Arte
Placht dipinge su legno di mesquite, precedentemente colorato usando pigmenti provenienti da cortecce, viti e frutti dalle vicine piante.